# Rezistența din Panjșir

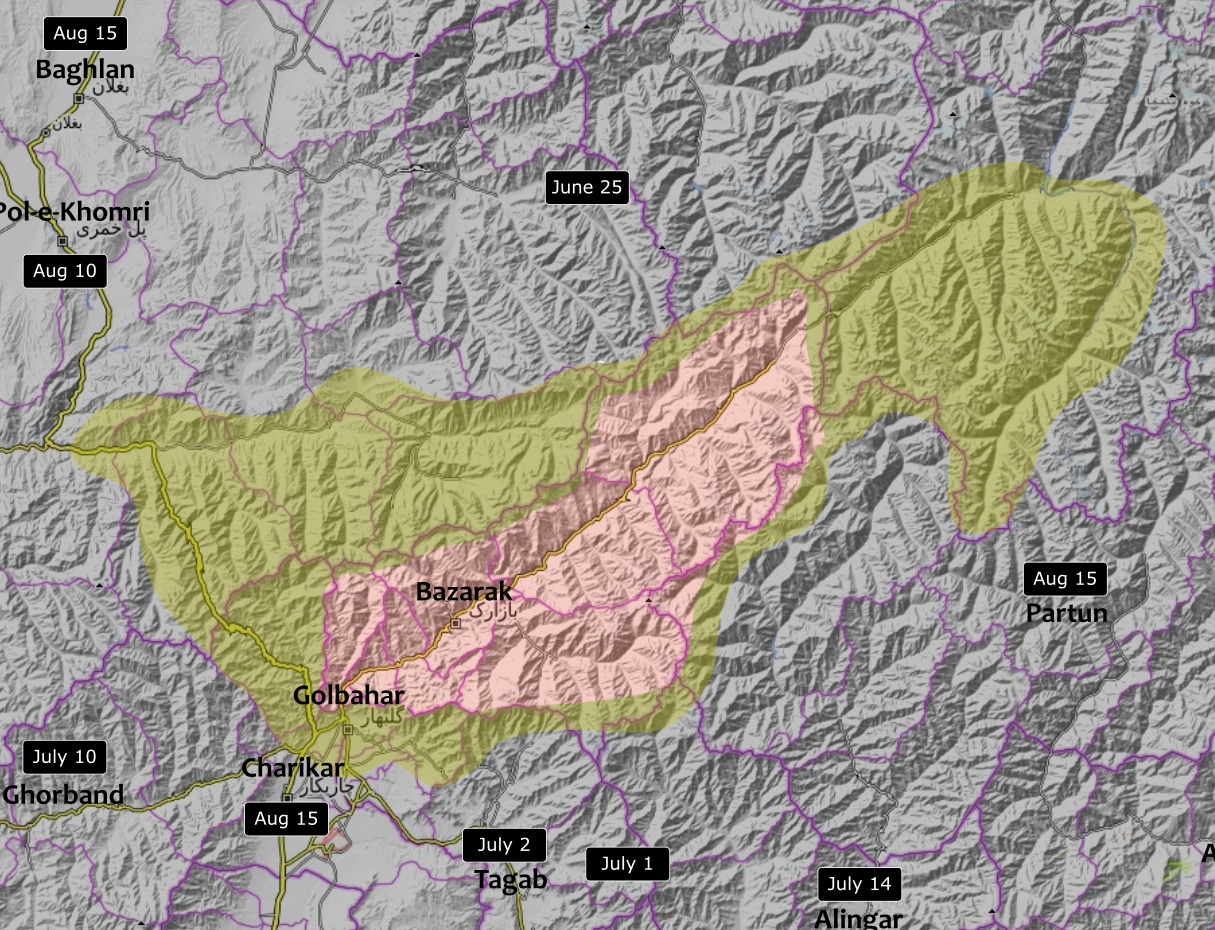
Harta care arată controlul teritoriului din Afganistan, cu terenuri controlate de rezistență în roz pe 17 august.
(A se vedea o hartă mai detaliată a situației militare actuale din Afganistan.)

Rezistența din Panjșir, cunoscută și ca Frontul Național de Rezistență din Afganistan, A Doua Rezistență, Rezistența 2.0, sau Rezistența II, este o alianță militară compusă din foștii membrii ai Alianței Nordice și luptători anti-Talibani, care se referă la Republica Islamică Afganistan, creată după ofensiva talibană din 2021, sub conducerea politicianului și liderului militar Ahmad Massoud și prim-vicepreședintele Afganistanului Amrullah Saleh, născut în Panjșir.
Grupul exercită un control de facto asupra văii Panjșir, care este în mare parte contiguă cu provincia Panjșir și, din august 2021, este „singura regiune care nu este în mâinile talibanilor”. Alianța constituie singura rezistență organizată împotriva talibanilor din țară și, probabil, planifică o luptă de gherilă anti-talibană. Rezistența a cerut un „guvern inclusiv” al Afganistanului; se speculează că unul dintre obiectivele lor ar fi o miză în noul guvern afgan.
La 17 august 2021, Saleh—citând dispozițiile Constituției Afganistanului—s-a declarat președinte al Afganistanului de la baza operațiunilor din Valea Panjșir și a spus că va continua operațiunile militare împotriva talibanilor de acolo. Revendicarea sa la președinție a fost susținută de Massoud și de fostul ministru al apărării afgan Bismillah Mohammadi, împreună cu ambasada afgană în Tadjikistan și ambasadorul acesteia Mohammad Zahir Aghbar. Rezistența Panjșir folosește steagul Statului Islamic din Afganistan.

## Fundal
O regiune muntoasă, Panjșir a fost o formidabilă bază de operațiuni pentru originala Alianță Nordică, și pentru luptătorii anti-sovietici. Este locul de naștere a lui Ahmad Șah Massoud, iar fiul său, Ahmad Massoud, este văzut pe scară largă ca succesorul său.
În iulie 2021, rămășițele Alianței Nordului au început să se remobilizeze sub o umbrelă numită Rezistența II. Ahmad Massoud a scris într-o opinie la Washington Post pe 18 august 2021, solicitând restului lumii să-i ajute, întrucât admite că muniția și proviziile se vor epuiza dacă nu se poate furniza Panjshir. Începând cu 17 august, Valea Panjșir—era potrivit unui observator—„asediată din toate părțile”, dar nu fusese atacată direct.
Potrivit unor foști soldați anonimi americani și britanici, dintre care unii erau contractori afgani, afganii care locuiesc/lucrează în străinătate au lucrat împreună pentru a strânge bani pentru a ajuta luptătorii din Panjșir.

## Istorie

### Coalescența în Panjșir
Ca urmare a căderii Kabulului, forțele anti-Talibane, inclusiv fostul Vicepreședinte Saleh, s-au refugiat în Valea Panjșir, singura zonă din Afganistan necontrolată de Talibani, pentru a crea un nou front de rezistență.
La 17 august 2021, foști soldați etnici tadjici ai armatei afgane au început să sosească în valea Panjșir, cu tancuri și transportatori de personal în sprijinul rezistenței.ref>„Panjshir flies flag of resistance”. Tribune India.</ref> S-au regrupat în districtul Andarab, Baghlan după ce au scăpat din Kundus, Badahșan, Takhar și Baghlan înainte de a se muta în siguranță Panjșir.
Potrivit rapoartelor neconfirmate, comanda lui Saleh a reușit să recucerească Charikar, capitala provinciei Parwan, care fusese deținută de talibani din 15 august și că luptele au început la Panjșir. Aproape în același timp, rapoarte neconfirmate au afirmat că rămășițele Armatei Naționale Afgane (ANA) au început să se maseze în Valea Panjșir la îndemnul lui Massoud, împreună cu ministrul apărării Bismillah Mohammadi și comandanții provinciali. De asemenea, civili locali au răspuns la apelurile sale de a fi mobilizați.
Rezistența din Panjșir a susținut, de asemenea, că ar avea sprijinul lui Abdul Rashid Dostum și Atta Muhammad Nur la 18 august 2021, în timp ce s-a raportat că membrii grupului lui Dostum, care s-a retras în Uzbekistan, au spus că 10.000 dintre soldații lor ar putea să își unească forțele cu Rezistența din Panjșir, creând o forță combinată de 15.000 sau mai mult. În aceeași zi, angajații ambasadei afgane din Tadjikistan au înlocuit fotografiile lui Ghani din clădirea ambasadei cu cele ale lui Saleh.

### Provincia Baghlan
La 20 august, un grup de forțe anti-talibane a fost organizat în provincia Baghlan, condus de Abdul Hamid Dadgar. Grupul a preluat districtele Banu, Pul-e-Hesar și De Salah din provincia Baghlan, ucigând sau rănind 60 de luptători. La mijlocul după-amiezii, rapoartele neconfirmate de la Panjshir au afirmat că Pul-e-Hisar a fost luat înapoi de la talibani și că luptele încă se dezlănțuie în Deh-e-Salah și Banu, mass-media iraniană raportând imediat că Banu și apoi De Salah au căzut în mâinile rezistenței.

## Analize
Potrivit The Economist, cauza rezistenței „pare pierdută”. Există îngrijorări că luptătorii din Panjșir vor fi probabil depășiți, deoarece luptătorii talibani au capturat sau achiziționat arme și echipamente militare fabricate în vest cu artilerie și avioane în timpul ofensivei.
Un jurnalist afgan anonim a spus că grupul trebuie să înceapă să facă planuri pentru o rezistență lungă împotriva talibanilor, dacă vor să dețină Panjshir. Analistul Bill Roggio a mai susținut că „perspectivele Rezistenței din Panjshir sunt sumbre”, deși baza lor era bine apărabilă și Saleh se putea baza pe o rețea largă de susținători potențiali din întreaga țară. Aceasta include și Saleh care se conectează la rețeaua sa NDS pentru a obține informații despre evenimentele din alte părți ale țării.
Colonelul Ronnie Rajkumar spune că, din moment ce talibanii sunt ocupați să încerce să asigure controlul asupra Kabulului și a refugiaților care doresc să plece, luptătorii din Panjshir ar avea timp să își pregătească apărarea.
Specialistul afgan Gilles Dorronsoro de la Universitatea Sorbona spune că forțele talibane pot pur și simplu să impună blocarea zonei Panjșir, deoarece nu este încă o amenințare majoră. Există, de asemenea, o îngrijorare cu privire la Saleh și Massoud provenind din medii politice diferite, acesta din urmă neavând același nivel de carismă ca și tatăl său, chiar dacă luptă împotriva Talibanilor. Kim Sengupta a spus că sprijinul pentru rezistență va depinde de cât de nepopular vor fi talibanii și de cât de departe vor fi oamenii dispuși să se ridice împotriva lor, în ciuda insistenței talibanilor că nu vor permite luptătorilor lor să vină după cineva care a lucrat cu vechiul guvern sau cu forțele conduse de NATO.

## Reacții
Ambasadorul rus Dmitry Zhirnov a etichetat rezistența drept „condamnată” și că rezistența va eșua. Zhirnov a mai afirmat că proclamarea lui Saleh ca președinte interimar este neconstituțională și a adăugat că nu au „perspective militare”.
Shankar Roychowdhury, fostul șef de stat major al armatei indiene, a spus că New Delhi trebuie să se adreseze forțelor de rezistență din Panjshir alături de facțiunile Talibane care ar putea fi prietenoase cu India.